# Álvaro Ortiz (futbolista)
Álvaro Ortiz Arellano (Ciudad de México, México; 19 de febrero de 1978) es un exfutbolista mexicano. Se desempeñó como defensa y centrocampista. Su último equipo fue Chiapas Fútbol Club.
Anunció su retiro del fútbol profesional el 28 de abril de 2014.

## Trayectoria
Hizo su debut en la Primera División de México con Club León en el Invierno 1997, frente a Guadalajara. Jugó regularmente con León la próxima temporada, haciendo 15 apariciones y anotó 1 gol. Se trasladó a CD Guadalajara para el Invierno 1999 torneo donde solo jugó 4 partidos. La temporada siguiente vio poco éxito donde juega 3 partidos para Chivas.
Se transferido a Necaxa para el Invierno 2000 y en tres temporada con Club Necaxa diputó 43 juegos y marcó 8 goles, antes de la transferencia a Club América. Estuvo en 15 juegos con las águilas antes de volver a Club Necaxa para el Clausura 2003, pero fue un breve período y fue seguido con un retorno de jugar para el Club América, haciendo 52 apariciones. Para el Apertura 2005 a San Luis Fútbol Club equipo que ascendido al máximo circuito donde fue pieza clave para que conservarán la categoría esa temporada, jugó 63 partidos con el equipo. Se fue a Toluca para el Apertura 2007, sin embargo, después de jugar solo seis partidos pasó al Puebla Fútbol Club, donde llegó a ser capitán. Su último torneo con el equipo fue el Apertura 2011, jugó 73 partidos.
Para el Apertura 2012 se fue a préstamo con el Lobos BUAP. Para el Clausura 2013 regresó al San Luis Fútbol Club. Debido a la desaparición del San Luis, se fue al Chiapas Fútbol Club, equipo donde se retiró en 2014.

### Clubes
| Club                | País                | Año         | Partidos | Goles | Media |
| ------------------- | ------------------- | ----------- | -------- | ----- | ----- |
| León A.C.           | México              | 1998 - 1999 | 17       | 1     | 0.06  |
| C.D Guadalajara     | México              | 1999 - 2000 | 7        | 1     | 0.14  |
| C. Necaxa           | México              | 2000 - 2001 | 52       | 9     | 0.17  |
| C. América          | México              | 2002        | 30       | 1     | 0.03  |
| C. Necaxa           | México              | 2003        | 14       | 0     | 0     |
| C.América           | México              | 2003 - 2005 | 67       | 3     | 0.04  |
| San Luis F.C.       | México              | 2005 - 2007 | 60       | 0     | 0     |
| Deportivo Toluca    | México              | 2007 - 2008 | 6        | 0     | 0     |
| Puebla F.C.         | México              | 2008 - 2012 | 79       | 2     | 0.03  |
| Lobos B.U.A.P       | México              | 2012        | 2        | 0     | 0     |
| San Luis F.C.       | México              | 2013        | 8        | 1     | 0.13  |
| Chiapas F.C.        | México              | 2013 - 2014 | 6        | 0     | 0     |
| Total en su carrera | Total en su carrera | 1998 - 2014 | 348      | 18    | 0.05  |

## Estadísticas

### Clubes
La siguiente tabla detalla los encuentros disputados y los goles marcados en los clubes en los que ha militado.  </ref>
| León A.C. · México |                     |     |    |    |    |    |    |     |    |
| 1998-99 | 17                  | 1   | -  | -  | -  | -  | 17 | 1   |    |
| Total | 17                  | 1   | -  | -  | -  | -  | 17 | 1   |    |
| C. D Guadalajara · México |                     |     |    |    |    |    |    |     |    |
| 1999-00 | 7                   | 1   | -  | -  | -  | -  | 7  | 1   |    |
| Total | 7                   | 1   | -  | -  | -  | -  | 7  | 1   |    |
| C. Necaxa · México |                     |     |    |    |    |    |    |     |    |
| 2000-01 | 31                  | 5   | -  | -  | 5  | 1  | 36 | 6   |    |
| 2001 | 12                  | 3   | -  | -  | 4  | 0  | 16 | 3   |    |
| 2003 | 12                  | 0   | -  | -  | 2  | 0  | 14 | 0   |    |
| Total | 55                  | 8   | -  | -  | 11 | 1  | 66 | 9   |    |
| C. América · México |                     |     |    |    |    |    |    |     |    |
| 2002 | 15                  | 1   | 3  | 0  | 12 | 0  | 30 | 1   |    |
| 2003-04 | 34                  | 1   | 2  | 0  | 11 | 0  | 47 | 1   |    |
| 2004-05 | 18                  | 2   | 2  | 0  | -  | -  | 20 | 2   |    |
| Total | 67                  | 4   | 7  | 0  | 23 | 0  | 97 | 4   |    |
| San Luis F.C. · México |                     |     |    |    |    |    |    |     |    |
| 2005-06 | 34                  | 0   | -  | -  | -  | -  | 34 | 0   |    |
| 2006-07 | 26                  | 0   | -  | -  | -  | -  | 26 | 0   |    |
| 2013 | 5                   | 0   | 3  | 1  | -  | -  | 8  | 1   |    |
| Total | 65                  | 0   | 3  | 1  | -  | -  | 68 | 1   |    |
| D. Toluca · México |                     |     |    |    |    |    |    |     |    |
| 2007-08 | 6                   | 0   | 0  | 0  | -  | -  | 6  | 0   |    |
| Total | 6                   | 0   | 0  | 0  | -  | -  | 6  | 0   |    |
| Puebla F.C. · México |                     |     |    |    |    |    |    |     |    |
| 2008-09 | 23                  | 1   | -  | -  | -  | -  | 23 | 1   |    |
| 2009-10 | 15                  | 0   | 3  | 0  | -  | -  | 18 | 0   |    |
| 2010-11 | 21                  | 1   | -  | -  | 2  | 0  | 23 | 1   |    |
| 2011-12 | 15                  | 0   | -  | -  | -  | -  | 15 | 0   |    |
| Total | 74                  | 2   | 3  | 0  | 2  | 0  | 79 | 2   |    |
| Lobos B.U.A.P · México |                     |     |    |    |    |    |    |     |    |
| 2012 | 1                   | 0   | 1  | 0  | -  | -  | 2  | 0   |    |
| Total | 1                   | 0   | 1  | 0  | -  | -  | 2  | 0   |    |
| Chiapas F.C · México |                     |     |    |    |    |    |    |     |    |
| 2014 | 0                   | 0   | 6  | 0  | -  | -  | 6  | 0   |    |
| Total | 0                   | 0   | 6  | 0  | -  | -  | 6  | 0   |    |
| Total en su carrera | Total en su carrera | 292 | 16 | 20 | 1  | 36 | 1  | 348 | 18 |
| (1)Incluye datos de la Copa México, Pre Pre Libertadores (2002), Campeón de Campeones (2004-05) e InterLiga (2010). (2)Incluye datos de la Copa de Campeones de la Concacaf (2003), Pre Libertadores (2002 y 2004), Copa Libertadores (2002 y 2004), Copa Merconorte (2000 y 2001) y SuperLiga (2010) . |                     |     |    |    |    |    |    |     |    |

## Selección nacional
Con el tri disputó la Copa Oro 2000 donde tuvo una discreta actuación y desde entonces no volvió a vestir la playera tricolor.

### Participaciones en Copa Oro
| Copa                   | Sede           | Resultado        |
| ---------------------- | -------------- | ---------------- |
| Copa Oro CONCACAF 2000 | Estados Unidos | Cuartos de final |

### Partidos internacionales
| # | Fecha                 | Rival             | Sede        | Estadio           | Resultado | Competición            |
| - | --------------------- | ----------------- | ----------- | ----------------- | --------- | ---------------------- |
| 1 | 13 de febrero de 2000 | Trinidad y Tobago | San Diego   | Qualcomm Stadium  | 4 - 0     | Copa Oro CONCACAF 2000 |
| 2 | 17 de febrero de 2000 | Guatemala         | Los Ángeles | Memorial Coliseum | 1 - 1     | Copa Oro CONCACAF 2000 |
| 3 | 20 de febrero de 2000 | Canadá            | San Diego   | Qualcomm Stadium  | 1 - 2     | Copa Oro CONCACAF 2000 |

## Títulos

### Campeonatos nacionales
| Título               | Club         | País   | Año     |
| -------------------- | ------------ | ------ | ------- |
| Primera División     | C.F. América | México | 2002    |
| Primera División     | C.F. América | México | 2005    |
| Campeón de Campeones | C.F. América | México | 2004-05 |